# Merwedegijzelaars

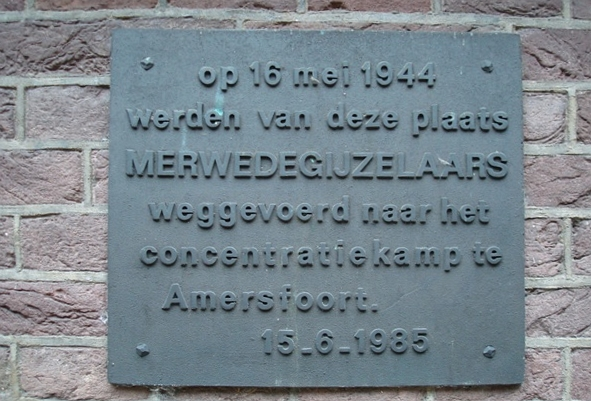
Plaquette voor de Merwedegijzelaars aan de Hervormde Kerk te Sliedrecht

De Merwedegijzelaars was een groep van honderden jonge mannen (18 tot 26 jaar) die op 16 mei 1944 in dorpen aan beide zijden van de rivier de Merwede bij een razzia werden opgepakt en weggevoerd door de Duitse bezetters. Deze razzia was een vergeldingsactie voor een aanslag van het verzet op een groep Landwachters in de nacht van 9 op 10 mei 1944 bij de Helsluis. De bezetter vroeg de daders zich te melden, maar dat deden zij niet. Om druk uit te oefenen besloot de bezetter een grote groep mannen als gijzelaar op te pakken.
De gijzelaars waren veelal afkomstig uit Sliedrecht, Giessendam, Hardinxveld, Werkendam en de Biesbosch. Ze werden meegevoerd en op meerdere plaatsen verzameld. In Sliedrecht bij de Hervormde Kerk, in Neder-Hardinxveld op het schoolplein van de School met de Bijbel nabij de boogbrug en in Werkendam bij Smid De Kreek. De eerste groep werd in de vooravond vanaf de verzamelplek in vrachtwagens geladen. De tweede groep ging om 21.00 uur op weg en kwam 's nachts om half één aan in Kamp Amersfoort. In het kamp behielden de Merwedegijzelaars hun kleding en hun haar. Vanaf 9 juni dienden de gijzelaars met de andere gevangenen op appel te verschijnen. Tot die tijd waren ze vrijgesteld van appel met hun medegevangenen. Evenals de andere gijzelaars verloren ook zij na verloop van tijd de voorrechten die de status van gijzelaar hun bood.
Er waren ten tijde van de Merwedegroep nog meer gijzelaars aanwezig in Kamp Amersfoort, onder andere uit Beverwijk en Bedum. Vanaf 16 mei 1944, de dag dat de Merwedegijzelaars in Kamp Amersfoort arriveerden, tot 6 juli 1944 werden in totaal 263 Merwedegijzelaars in vrijheid gesteld. Dat gebeurde in veel gevallen op verzoek van hun werkgever. Dit waren voornamelijk werknemers van bedrijven die voor de Duitse bezetter belangrijk waren, zoals Aviolanda, scheepswerven en andere metaalverwerkende bedrijven.  
Omdat de daders van de aanslag bij de Helsluis zich na anderhalve maand nog niet gemeld hadden, werden de nog aanwezige gijzelaars op 28 juni 1944 geselecteerd voor transport naar Duitsland. Dat transport vond plaats in de nacht van 6 op 7 juli 1944. Van de 650 gevangenen die op dit transport gingen, zijn er tot en met mei 1945 circa 100 overleden ten gevolge van ziektes waaronder  tuberculose en tyfus, ondervoeding, mishandeling en bombardementen. Dit aantal betreft alleen de officieel geregistreerde overledenen, het werkelijke aantal ligt waarschijnlijk hoger. Van de Merwedegijzelaars zijn er meer dan 25 in Duitsland overleden.

## Monument
Op 3 oktober 2020 is er in de plaatsen Sliedrecht, Hardinxveld-Giessendam en Werkendam (gemeente Altena) een monument (drieluik) onthuld ter nagedachtenis aan de Merwedegijzelaars. Het monument is er gekomen op initiatief van enkele nabestaanden en ondersteund door de drie gemeentes. Het monument, ontworpen door Richard van der Koppel, gaat over verlies en verandering en over het verleden, heden en toekomst. De lege sokkels staan symbool voor de mannen die niet meer zijn teruggekeerd. Het aantal is een verwijzing naar de 3 locaties. 

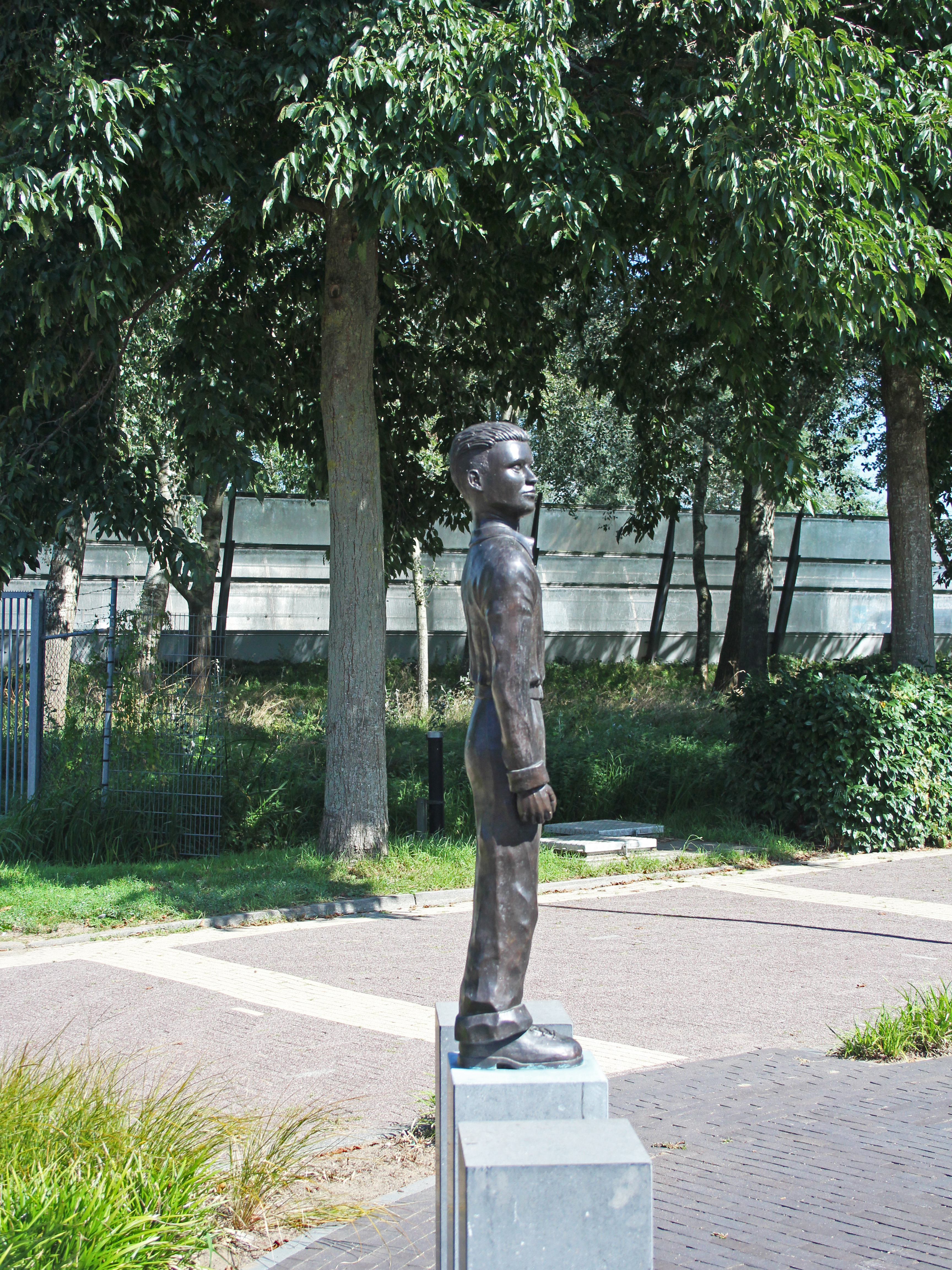
Hardinxveld-Giessendam, monument Merwedegijzelaars
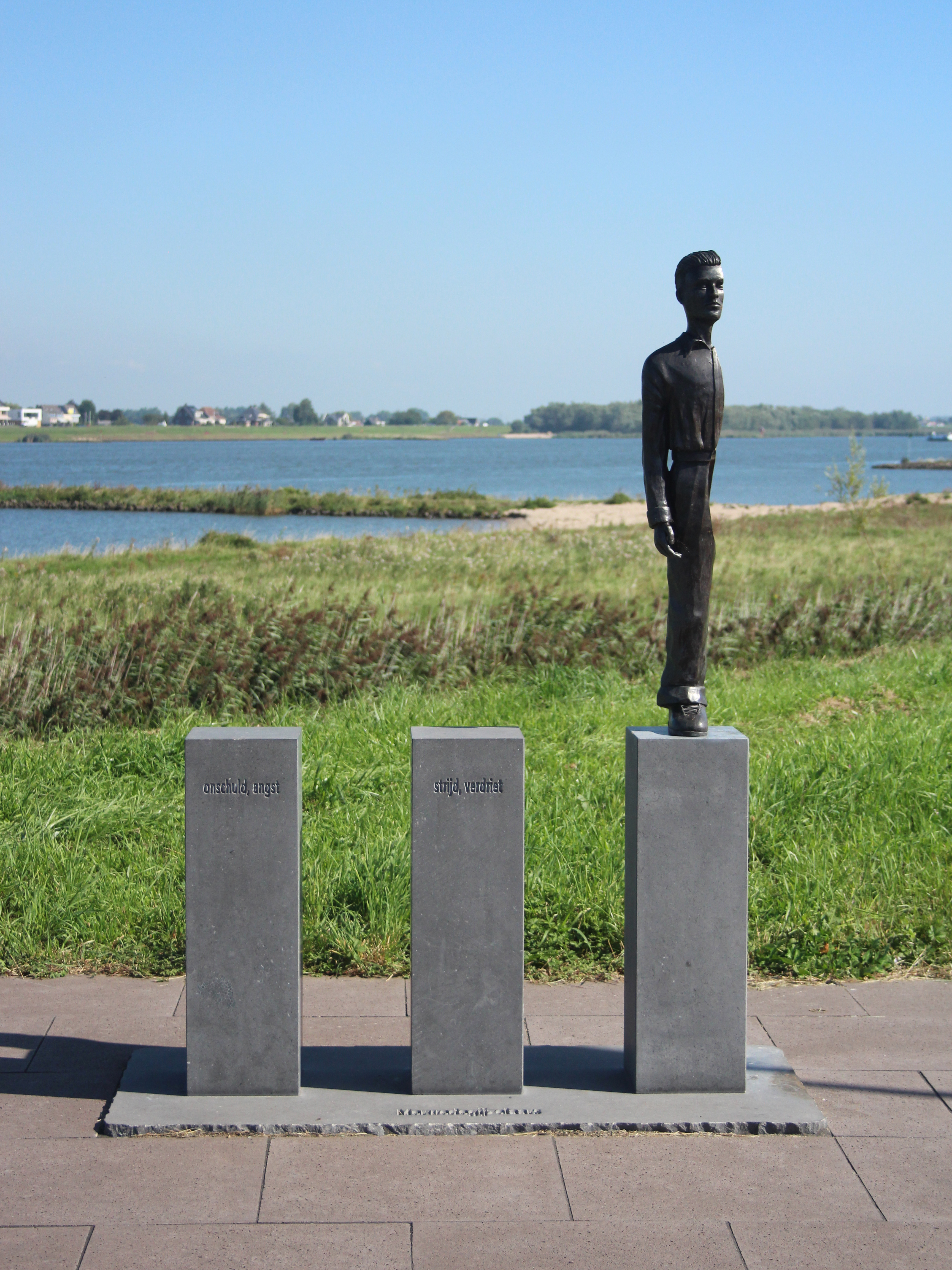
Werkendam, monument Merwedegijzelaars
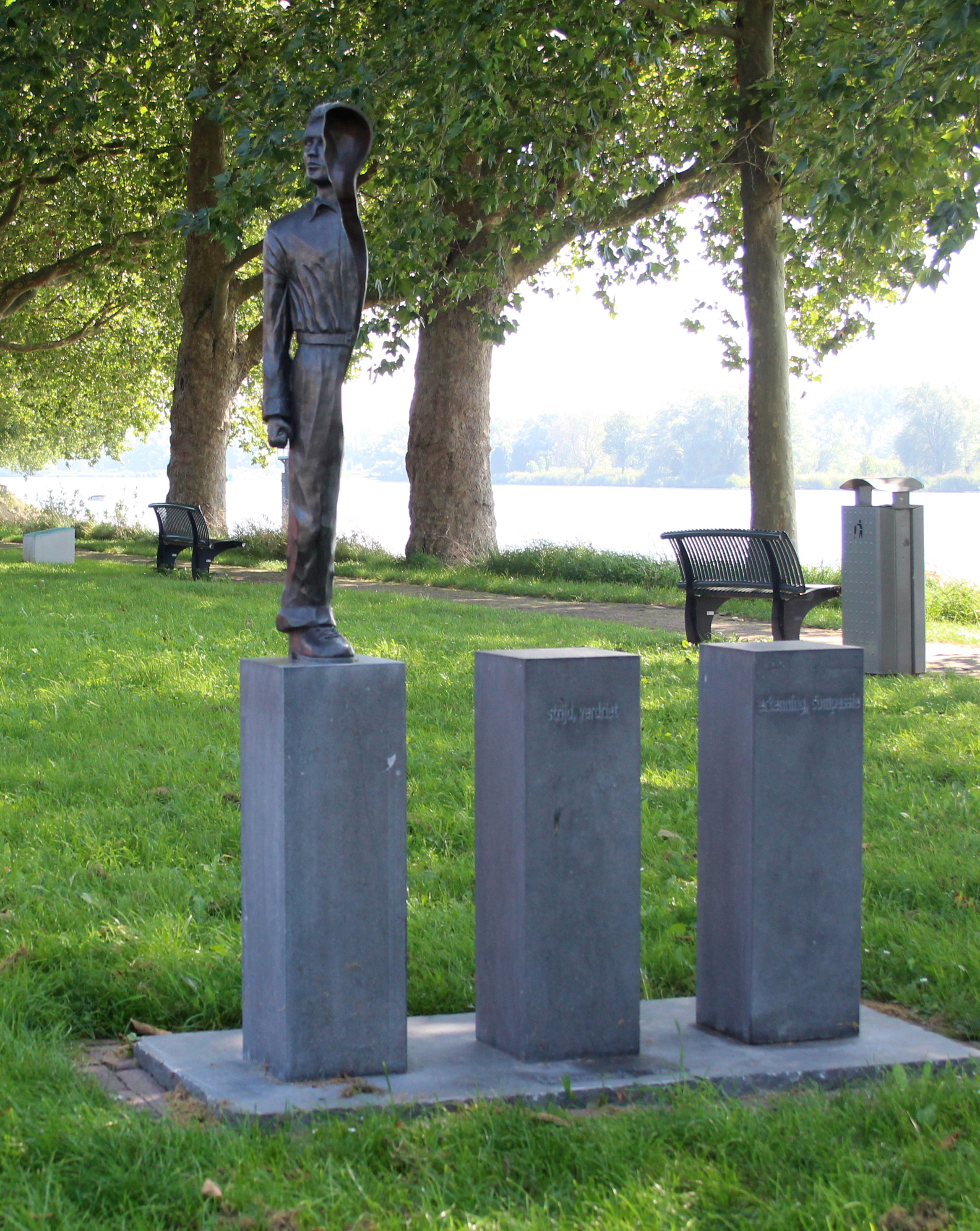
Sliedrecht, monument Merwedegijzelaars